# Regine Kress-Fricke
Regine Kress-Fricke (* 1. März 1943 in Kiel) ist eine deutsche Schriftstellerin und Performance-Künstlerin.

## Leben und Werdegang
Regine Kress-Fricke wuchs in Schleswig-Holstein und an der Weser auf. Im Alter von 13 Jahren begann sie, Gedichte zu schreiben. Mit 17 Jahren wanderte sie in die USA aus. Sie lebte dort in Connecticut als Kinderhüterin, besuchte die Abendschule, bildete sich in Sprachen weiter und war Observer in der King’s Highway Elementary School. In jener Zeit schrieb sie am ersten Gedichtband, der 1966 im Meister Verlag (Heidelberg) erschien. Es folgten Ausbildungen in Deutschland zur Schauspielerin und zur Wirtschaftsdolmetscherin.
Regine Kress-Fricke, die Gedichte, Romane, Erzählungen und Bühnenstücke verfasst, hat sowohl zahlreiche Einzeltitel und (Mit-)Herausgaben als auch Rundfunkbeiträge, Essays, Features und satirische Texte in Magazinen, Zeitungen und Anthologien veröffentlicht.
Sie arbeitete als Journalistin für mehrere Printmedien sowie einige Jahre als Deutschlehrerin. Sie hielt Workshops und Seminare ab, u. a. als Dozentin der Volkshochschule, der Autonomen Universität Monterrey (UANL) von Nuevo Leòn sowie der Karlsruher Sommerakademie, und war Co-Projektleiterin literarischer (Groß-)Veranstaltungen wie LICHTS.
Schwerpunktthemen ihrer Arbeit, die nachhaltig von längeren Aufenthalten in Mexiko und den USA beeinflusst ist, sind Mexiko, Frankreich, Frauen, Gewalt unter Geschwistern und in der Familie, Traum- und Trugbilder, historische und soziale Themen.
Von 1989 bis 1991 war sie Mitglied im Bundes- und Landesvorstand des Verband deutscher Schriftsteller (VS).
Regine Kress-Fricke, die ebenfalls Mitglied im  P.E.N.-Zentrum Deutschland, im VS, der Kogge und der GEDOK ist, ist Gründungsmitglied des Autorenkreises Historischer Roman Quo Vadis und war bis zur Auflösung 2013 dessen Siegelwahrerin. Von 1993 bis 1998 war sie Mitglied im Beirat der Literarischen Gesellschaft (Scheffelbund). Mit Anne Birk gründete sie die Initiative Schreibende Frauen in Baden-Württemberg.
Regine Kress-Fricke lebt in Karlsruhe.

## Einzeltitel
- Was weinst Du Faizina. Gedichte. Mit Zeichnungen von Sherry Hyman (married Miller), USA. Meister Verlag, Heidelberg 1966.
- Sag mir wo du wohnst. Prosa. Mit Zeichnungen von H. Löffler-Wolf. Burtan Verlag Rolf Schassner, Adelsheim 1973.
- Die liebevollen Hinterhöfe. Roman. Mit Fotos von Manfred Beier. Verlag Atelier im Bauernhaus, Fischerhude 1978.
- Match. Gedichte. Mit Zeichnungen von Hilde Löffler-Wolf. 1982, ISBN 3-88323-322-6.
- Mein mexikanischer Traum. Ed. Jonas im Verlag Kunst & Alltag, München 1992, ISBN 3-88410-501-9.
- Alma mit leeren Augen : Stück für eine Darstellerin. Verlag Kunst & Alltag, Edition @u, München 1995, ISBN 3-88410-401-2.
- Wer mich einen Fremden heißt. Berthold Auerbachs Jahre in Karlsruhe. Edition Isele, Eggingen 1996, ISBN 3-86142-067-8.[1]
- Sprung in den Tag. Prosa und Lyrik. Künstlerhaus. Lauenburg 1998.
- Wenn Hansemann kommt. Roman in zwölf Bildern. Allitera Verlag, München 2002, ISBN 3-935877-71-4.
- La vache sur le toit, Novelle, Le Verger Éditeur, France, 2004.
- Die Kuh auf dem Dach. Novelle. Lizenzausgabe. Allitera Verlag, München 2004.
- Der Weihnachtsfang : ein Bilderbuch. Info Verlag, Karlsruhe 2005, ISBN 3-88190-405-0.[2]
- Als der Regengott den Himmel verschloss / Le jour où le dieu de la pluie refusa l’eau du ciel. Lindemanns Bibliothek, Bretten 2008, ISBN 978-3-88190-499-5.
- WortLAUT und leise, Gedicht. Mit Bildern von Guntram Prochaska und Fotos von Richard Jeschke. Zeitschnur Verlag, Heidelberg 2009, ISBN 978-3-940764-06-5.
- Spitze / La Cima. Gedichte. Übersetzung von J. C. Contreras Azana. Herausgegeben von B. Heuss-Czisch, 2010.
- Liebe in Zeiten der Guillotine. MP3. Jokers-Historica 2010.
- Ticken im eigenen Rhythmus. Gedichte. Pop Verlag, Ludwigsburg 2012.
- Pfeile im Herzen und die Klinge am Hals, Romanbiografie, Pop Verlag, Ludwigsburg Nov. 2017. (Zum 200. Todestag von Madame de Staël. Widersacherin Napoléons, große Liebende und Kämpferin) ISBN 978-3-86356-154-3.
- Hommage à Martha & Rudolf von Laban, Gedichtbildband von Regine Kress-Fricke & Jean Kirsten, Pop Verlag Ludwigsburg, Juni 2021

## (Mit-)Herausgaben
- Ein Lesebuch. von Loeper Verlag, Karlsruhe 1982, ISBN 3-88652-042-0.
- Jahrbuch schreibender Frauen 2. Von Loeper Verlag, Karlsruhe 1985, ISBN 3-88652-048-X.
- Lesebuch Schreibende Frauen. G. Braun Buchverlag, Karlsruhe 1988, ISBN 3-7650-8061-6.
- Beifall für Lilith. Alkyon Verlag, 1991, ISBN 3-926541-17-2.
- Grenzüberschreitungen: Baden-Württembergische Literaturtage in Karlsruhe. G. Braun Buchverlag, Karlsruhe 1992, ISBN 3-7650-8097-7.
- Die halbe Herrlichkeit den Frauen / Compartir el senorio con las mujeres. Mitautorin & Herausgeberin zusammen mit Graciela Salazar Reyna, Mexiko. Lindemanns Bibliothek, Bretten 2007, ISBN 978-3-88190-470-4.
- Cercana Distancia / Nahe Ferne. Universidad Autónoma Monterrey (UANL), Nuevo León 2015. Mitautorin & Herausgeberin zusammen mit Graciela Salazar Reyna.

## Auszeichnungen
- 1974: Goldener Federkiel Interessengemeinschaft deutschsprachiger Autoren.
- 1976 – 1997: Mehrere Arbeits- & Reisestipendien vom Förderkreis deutscher Schriftsteller. (Reisen nach Finnland und Mexiko.)[3]
- 1979: Reisestipendium des Auswärtigen Amtes für Mexiko.
- 1984: Literaturstipendium der Kunststiftung Baden-Württemberg.
- 1988 Stadtschreiberin Sindelfingen.
- 1997/98 Literaturstipendiatin Künstlerhaus Lauenburg.
- 2003 Elle-Hoffmann-Preis (GEDOK).
- 2003 Literaturstipendium des französischen Ministerium f. Kultur & Kommunikation & der DRAC.[4]
- 2007 Literaturworkshops Universität Monterrey (UANL).[5]